# High Mobility Multipurpose Wheeled Vehicle

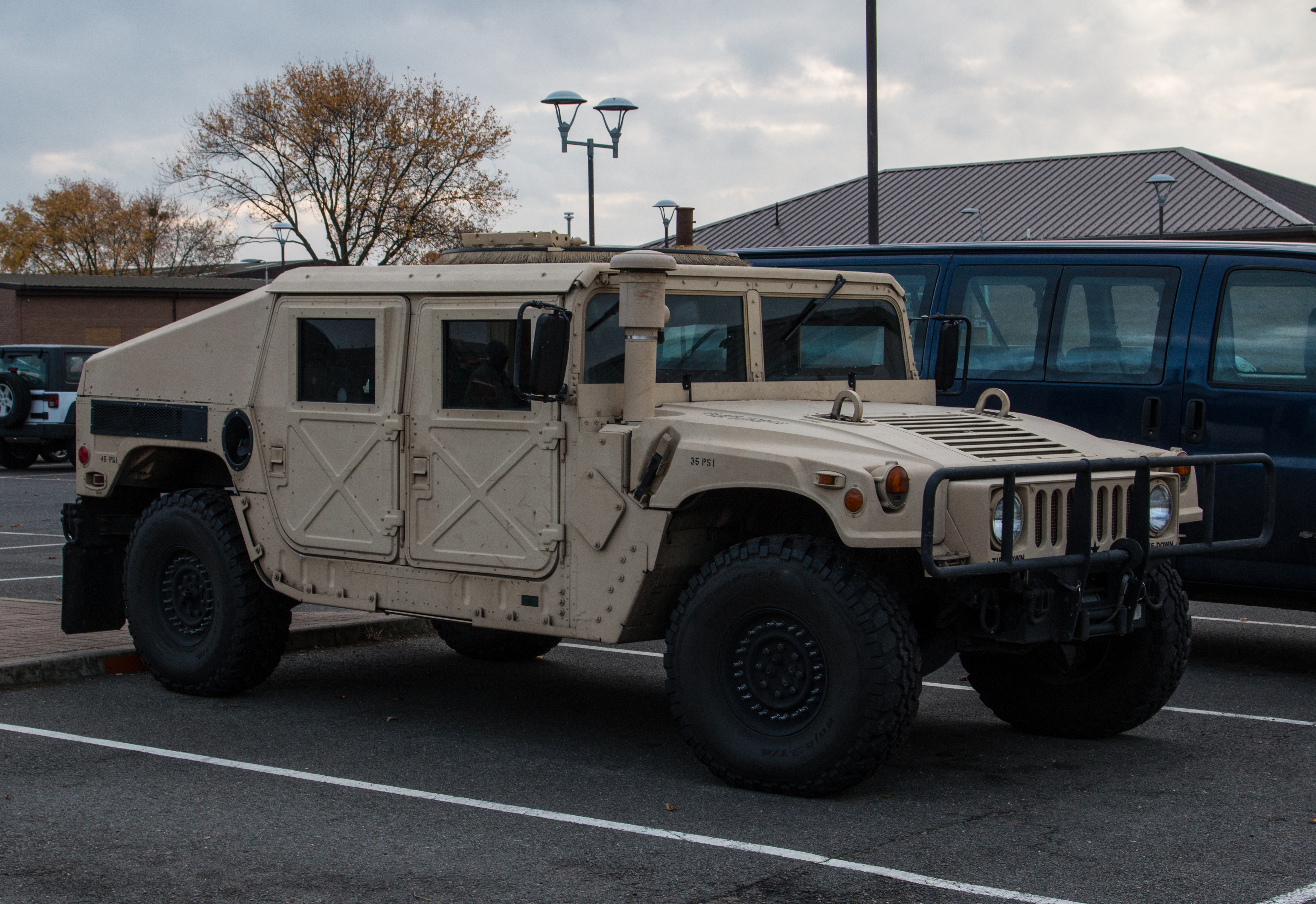
Un Humvee non corazzato

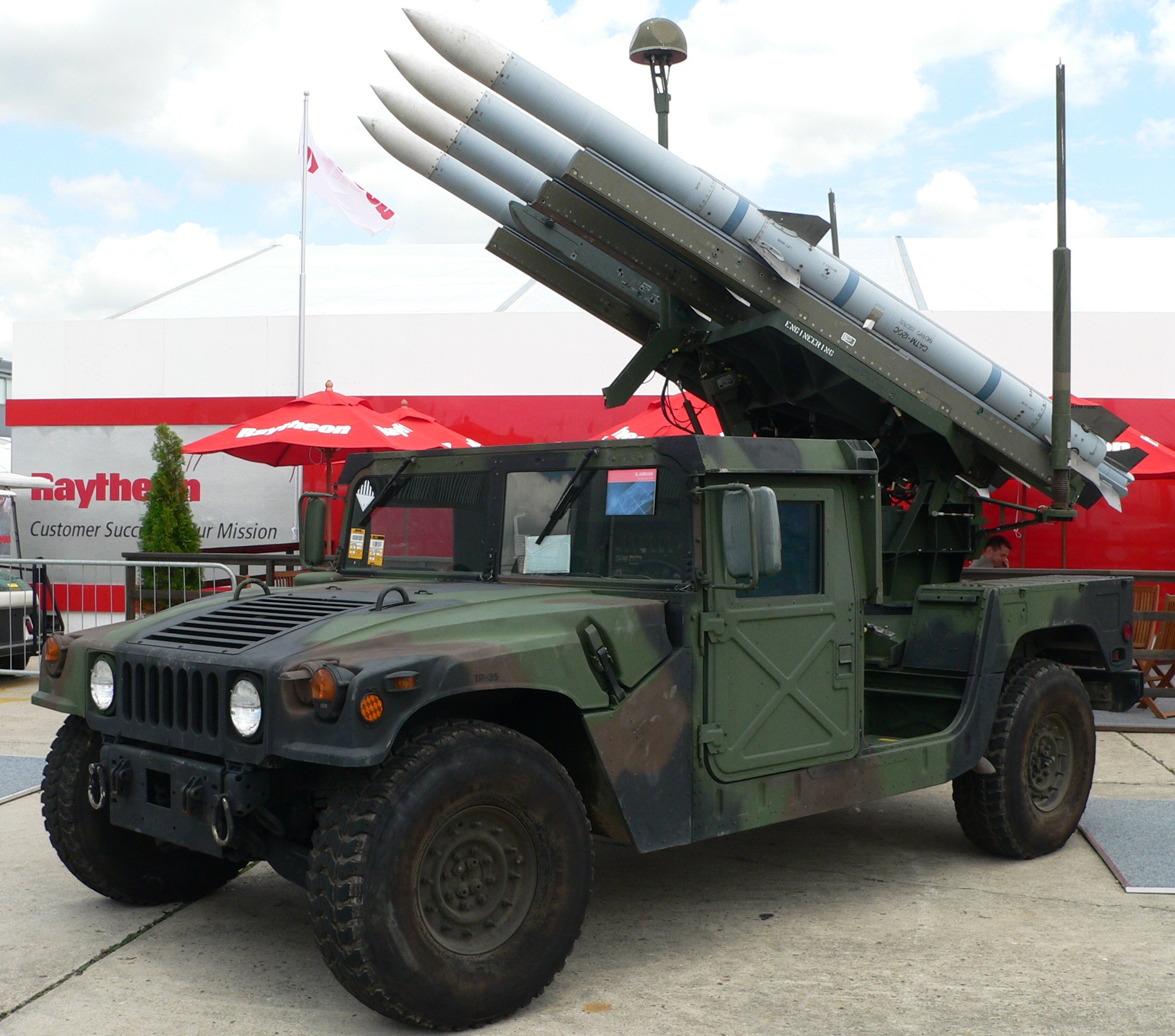
Humvee AIM-120

Il M998 High Mobility Multipurpose Wheeled Vehicle (HMMWV o Humvee; letteralmente: "Veicolo multifunzione su ruote ad alta mobilità") è l'automezzo militare da ricognizione dell'esercito americano.
Si tratta di un mezzo di grosse dimensioni, dotato di trazione integrale, prodotto dalla casa automobilistica statunitense AM General. È entrato in servizio negli anni ottanta, andando a sostituire la più piccola jeep, nella fattispecie la Ford M151 "Mutt".

## Storia

### Sviluppo

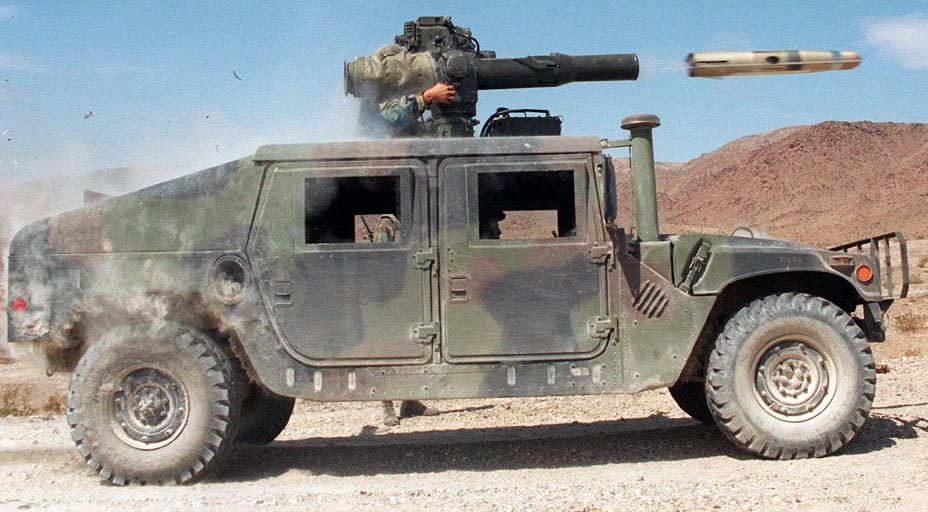
UN HMMWV spara un missile TOW.

Durante gli anni settanta lo United States Army si accorse che i propri mezzi avrebbero rispettato gli standard per poco tempo ancora. Nel 1977 la Lamborghini presentò così la Cheetah, modello sviluppato per soddisfare le specifiche richieste dell'esercito, senza però aggiudicarsi la fornitura. Nel 1979, l'esercito presentò le specifiche finali per un veicolo ad alta mobilità adatto a molti usi (High Mobility Multipurpose Wheeled Vehicle, o HMMWV). Nel luglio di quell'anno la AM General (divisione della American Motors Corporation) iniziò lo studio preliminare e, in meno di un anno, il primo prototipo "M998" era in fase di test.

### Produzione
Nel giugno 1981, l'esercito stipulò un contratto con la AM General per lo sviluppo di diversi veicoli per un'altra serie di test. L'azienda americana poco tempo dopo ebbe il contratto di produzione per 55.000 HMMWV.

### Impiego operativo
L'Humvee fu visto per la prima volta sul campo di battaglia durante l'operazione "Just Cause", l'invasione statunitense di Panama del 1989.

## Versioni

### M998 HMMWV Cargo / Troop Carrier
La M998 HMMWV Cargo / Troop Carrier è una variante dell'Humvee progettata per il trasporto di materiali e soldati. Il corpo vettura è in alluminio, mentre il tetto è realizzato in tela. Così impostato, il veicolo può trasportare un equipaggio di due uomini più otto soldati o un carico per l'ammontare di 1 135 kg (2.500 libbre). A vuoto, l'M998 è in grado di percorrere salite con pendenza del 60%, mentre a pieno carico può affrontare dislivelli del 40%. Inoltre, il veicolo può  guadare corsi d'acqua profondi 76 cm, mentre, con un apposito kit, può attraversare guadi che arrivano a 152 cm di profondità. Rispetto alla versione base, il Cargo / Troop Carrier monta un argano.
Il Coyote è una versione del fuoristrada realizzata allo scopo di creare una cortina fumogena in grado di celare i movimenti delle truppe e di rendere difficoltosa l'individuazione dei bersagli da parte del nemico.

### M707 Knight
Il Knight venne sviluppato come veicolo di supporto alla fanteria impiegabile nelle missioni di tipo Combat Observation Lasing Teams. Scopo ultimo era l'acquisizione dei bersagli sul campo di battaglia e la loro segnalazione alle unità di combattimento. Ciò comportava anche la possibilità di coordinare il fuoco indiretto sul bersaglio designato.

### Hummer H1
Dell'HMMWV è stata prodotta anche una variante civile con il marchio Hummer, l'H1, la cui produzione è terminata nel 2006. Il marchio Hummer non viene più commercializzato dal 2010.

### HMMWV civile modello V1 Gorilla
Hummer rinasce nel 2015 nella versione civile con il marchio HMMWV che prima era riferito solo ai veicoli militari. Il 1º settembre 2015 AM Mobility LLC comincia la commercializzazione della nuova auto civile HMMWV modello V1 Gorilla, che è una evoluzione tecnica ed estetica dell'Hummer H1, sempre prodotto con AM General LLC.

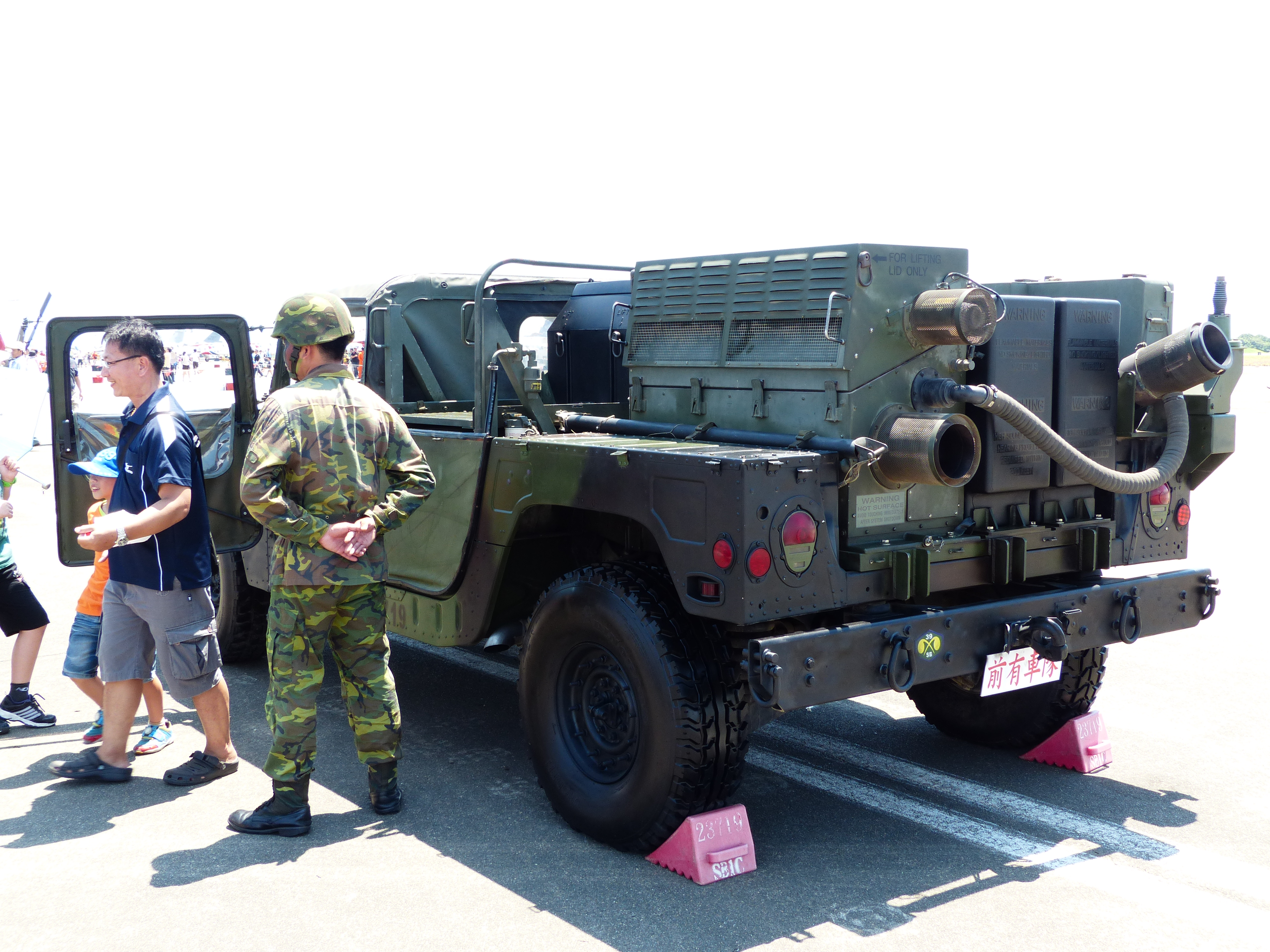
M56 Coyote Smoke Generator Carrier: in evidenza sul retro la strumentazione per generare il fumo.

## Utilizzatori
L'Humvee è usato dai seguenti eserciti:
- Afghanistan (4150+) (usato dal nuovo esercito nazionale Afghano)
- Algeria (200+)
- Albania (300+)
- Argentina (acquistato dopo la Guerra delle Falklands)
- Egitto (1.000+)
- Israele (2.000+)
- Macedonia (56)
- Bosnia ed Erzegovina (ordine minore per operazioni di sminamento in Iraq)
- Colombia (400+)
- Cile (200+)
- Kuwait
- Croazia (ordinato in pochi esemplari per la missione ONU in Afghanistan)
- Rep. Ceca (in dotazione alle Forze Speciali)
- Thailandia
- Marocco (450+)
- Messico (480+)
- Tunisia
- Turchia
- Romania (150 + 50-100 in futuro)
- Serbia (50 esemplari speciali - usati dalle PTJ)
- Grecia (500+ costruiti interamente dalla ELBO in Grecia sotto licenza della AM General)
- Arabia Saudita
- Iraq (usate da New Iraqi Army e Iraqi Security Forces)
- Lettonia
- Lituania
- Libano (230 - fino a 285 in futuro)
- Filippine
- Slovenia (30)
- Spagna (solo per l'Infanteria de Marina; le altre forze armate usano il VAMTAC in questo ruolo)
- Stati Uniti (160.000+)[5]
- Polonia (217)
- Portogallo
- Lussemburgo (42 corazzati M1114 HMMWV)
- Ucraina (10 esemplari, tutti donati dagli Stati Uniti al UKRPOLBAT in Kosovo)